# Klebsiella

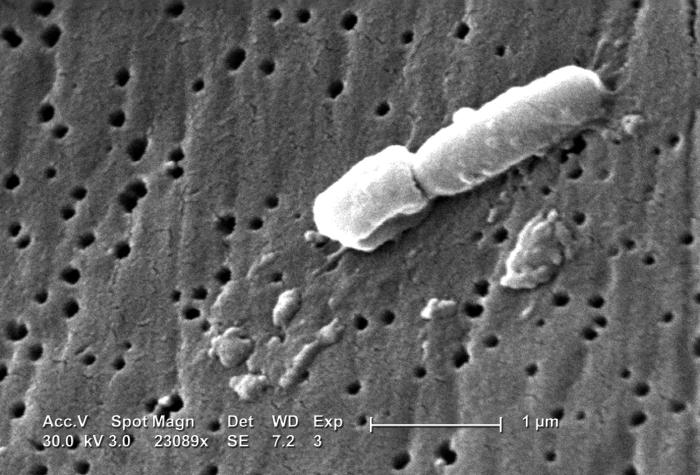
Klebsiella pneumoniae

Klebsiella – rodzaj gram-ujemnych, nieruchliwych pałeczek, fermentujących glukozę i laktozę. Gatunki należące do tego rodzaju posiadają grubą śluzową otoczkę (zapobiegającą fagocytozie) oraz otoczkę wielocukrową. Charakteryzują się wysoką zjadliwością.
Wśród gatunków należących do tego rodzaju wyróżniamy:
- Klebsiella pneumoniae
- Klebsiella oxytoca
- Klebsiella granulomatis
- Klebsiella rhinoscleromatis - wywołuje ziarniniakową chorobę nosa (szczególny przypadek: twardziel)[1]
- Klebsiella ozaenae - wywołuje przewlekłe, atroficzne zapalenie błony śluzowej nosa, a także cuchnący nieżyt nosa.

## Chorobotwórczość
Niektóre bakterie posiadają plazmidy kodujące toksyny: ciepłostałą (ST) i ciepłochwiejną (LT) zbliżone do toksyn wydzielanych przez E. coli oraz adhezyny i lipopolisacharyd.